# Medizinischer Kleber
Medizinische Kleber dienen in der Medizin dem Auffüllen von Gewebsdefekten oder Vereinigen von Geweben mit einem biologisch geeigneten Kleber.

## Synthetische Kleber
Die ersten medizinischen Klebstoffe in der Neuzeit waren die Cyanoacrylat-Klebstoffe. Sie binden im Zuge einer Polymerisation zügig ab und haben eine hohe Festigkeit. Monomere sind aber toxisch, so dass sie heute innerhalb des Organismus und in Wunden keine Verwendung mehr haben. Derzeit werden sie aber noch immer als kosmetischer Deckverschluss von Wunden verwendet.

## Kleber auf biogener Basis
Heutzutage kommt fast ausschließlich Fibrinkleber zur Anwendung. Hier macht man sich die biologische Eigenschaft des Eiweißes Fibrin zunutze. Die geforderte hohe Sicherheit im Umgang mit natürlichen Fremdeiweißen in der Medizin lässt fast eine ausnahmslos industrielle Präparation mit Qualitätsüberwachung sinnvoll zu.
Jüngere Entwicklungen sind großenteils auf biogenen Materialien basierende Photopolymere. Ein Beispiel ist Methacryloyl-substitutiertes Tropoelastin zum elastischen und raschen Wundverschluss, das auch an schwierigen Stellen wie der Lunge eingesetzt werden kann. Einen weiteren Vertreter stellt ein Poly(glycerol-sebacat-acrylat)-Kleber nach dem Vorbild eines Sekrets vom Sandburgenwurm für die Verwendung in der Herz- bzw. Gefäßchirurgie dar. Speziell für die Anwendung am Herzen wurde ein Biokleber auf Basis eines Matrix-Hydrogels entwickelt. Die Matrixkomponenten sind zum einen methacrylierte Gelatine (GelMA) und zum anderen mit N-[3-(2-Aminoethyl)-4-(hydroxymethyl)-2-methoxy-5-nitrosophenoxy]butanamid (NB) verbundene Hyaluronsäure (HA-NB). Die genannten Polymere härten bei Bestrahlung mit UV-Licht durch Quervernetzung aus.
Ein für den Einsatz am Auge entwickeltes Hornhaut-Reparaturgel basiert auf modifizierter Gelatine; die Vernetzung des Polymers erfolgt mit für das Auge verträglichem blauen Licht.

## Anwendung
- in der Endoskopie beim Verschluss von Nahtinsuffizienzen, zum Auffüllen von Gewebsdefekten
- zur Fixierung von Hauttransplantaten nach Verbrennungen